# Rayville (Louisiana)
Rayville is een plaats (town) in de Amerikaanse staat Louisiana, en valt bestuurlijk gezien onder Richland Parish.

## Demografie
Bij de volkstelling in 2000 werd het aantal inwoners vastgesteld op 4234.
In 2006 is het aantal inwoners door het United States Census Bureau geschat op 4008, een daling van 226 (-5.3%).

## Geografie
Volgens het United States Census Bureau beslaat de plaats een oppervlakte van
5,9 km², waarvan 5,8 km² land en 0,1 km² water. Rayville ligt op ongeveer 24 m boven zeeniveau.

## Economie
Meta koos in 2024 grond in Richland Parish ten oosten van Rayville aan de Interstate 20 voor de bouw van een extreem groot datacenter dat een AI training-cluster, Hyperion, zal huisvesten op een gebied van 9,1 km² met 37 hectare datacenterruimte. De werken, geschat op 10 miljard Amerikaanse dollar startten in 2025 aan een datacenter met 1,3 miljoen NVIDIA Blackwell DGX GB200/300 GPU-processors, met een kracht van meer dan 7 miljard TFLOPS (7 zettaFLOPS) en een elektrisch vermogen van 1,5 Gigawatt na de afwerking van de eerste fase in 2027, 2 Gigawatt in 2030 en tot 5 Gigawatt bij voltooiing van de bouwwerken. Meta voorziet hierbij 1,5 GW aan hernieuwbare energiecentrales, 2,26 GW aan nieuwe  gascentrales en in de jaren 2030 een nieuwe kerncentrale met een vermogen tussen de 1 en 4 GW.

## Plaatsen in de nabije omgeving
De onderstaande figuur toont nabijgelegen plaatsen in een straal van 28 km rond Rayville.